# Rhinocypha sumbana
Rhinocypha sumbana är en trollsländeart som beskrevs av W. Foerster 1897. Rhinocypha sumbana ingår i släktet Rhinocypha och familjen Chlorocyphidae. Inga underarter finns listade i Catalogue of Life.